# Lemuel Paynter
Lemuel Paynter (* 1788 in Lewes, Delaware; † 1. August 1863 in Philadelphia, Pennsylvania) war ein US-amerikanischer Politiker. Zwischen 1837 und 1841 vertrat er den Bundesstaat Pennsylvania im US-Repräsentantenhaus.

## Werdegang
Lemuel Paynter besuchte die öffentlichen Schulen seiner Heimat und zog danach nach Philadelphia. Während des Britisch-Amerikanischen Krieges von 1812 diente er in der Staatsmiliz von Pennsylvania, in der er bis zum Oberstleutnant aufstieg. Paynter war viele Jahre lang Mitglied und zeitweise Vorsitzender im Regierungsrat des Southwark District. Außerdem amtierte er zwischenzeitlich als Schuldirektor. Politisch wurde er Mitglied der 1828 gegründeten Demokratischen Partei. Im Jahr 1833 wurde er in den Senat von Pennsylvania gewählt.
Bei den Kongresswahlen des Jahres 1836 wurde Paynter im ersten Wahlbezirk von Pennsylvania in das US-Repräsentantenhaus in Washington, D.C. gewählt, wo er am 4. März 1837 die Nachfolge von Joel Barlow Sutherland antrat. Nach einer Wiederwahl konnte er bis zum 3. März 1841 zwei Legislaturperioden im Kongress absolvieren. Im Jahr 1840 verzichtete er auf eine weitere Kandidatur. Nach seiner Zeit im US-Repräsentantenhaus war Paynter erneut Mitglied im Regierungsrat des Southwark District. Er starb am 1. August 1863 in Philadelphia, wo er auch beigesetzt wurde.